# Kasson
La ville de Kasson est située dans le comté de Dodge, dans l’État du Minnesota, aux États-Unis. Sa population s’élevait à 5 931 habitants lors du recensement de 2010, estimée à 6 387 habitants en 2017. C’est la ville la plus peuplée du comté.

## Source
- (en) Cet article est partiellement ou en totalité issu de l’article de Wikipédia en anglais intitulé « Kasson, Minnesota » (voir la liste des auteurs).